# 夜與晨星
《夜與晨星》（英文：The Evening and Morning Star）是後期聖徒的教會在1832年到1834年的官方月刊（1832年6月到1833年7月在美國密蘇里州 Independence （獨立城）刊行，1833年12月到1834年9月在俄亥俄州 Kirtland （嘉德蘭）刊行）。

## 密蘇里州獨立城時期
夜與晨星是後期聖徒的第一份期刊，它起初是 William W. Phelps （斐普威廉）由在美國密蘇里州獨立城的一間印刷廠印行的，一直到1833年7月20日該印刷廠被暴徒摧毀。這群暴徒們也摧毀了一些正在印刷的誡命書。

## 俄亥俄州嘉德蘭時期
在後期聖徒於1833年年底被逐出密蘇里州後，這份刊物在 Frederick G. Williams （威廉菲德克）在俄亥俄州嘉德蘭的印刷廠重新開印。當時的編輯是 Oliver Cowdery （考得里奧利佛）。這份刊物後來被　Messenger and Advocate （傳訊者和提倡者）取代。

## 請參見
- 傳訊者和提倡者
- 長老期刊
- 時代與季節

## 外部連結
- 《夜與晨星》線上資源 （页面存档备份，存于）